# Paratemnopteryx broomehillensis
Paratemnopteryx broomehillensis är en kackerlacksart som beskrevs av Roth, L. M. 1990. Paratemnopteryx broomehillensis ingår i släktet Paratemnopteryx och familjen småkackerlackor. Inga underarter finns listade i Catalogue of Life.